# بيت الجمل (همدان)

تعديل مصدري - تعديل

بيت الجمل هي إحدى قرى عزلة ربع همدان بمديرية همدان التابعة لمحافظة صنعاء، يبلغ تعداد سكانها 336 نسمة حسب تعداد اليمن لعام 2004.